# Evakuierung der Deutschen Volksgruppe aus dem Banat 1944
Nach dem Königlichen Staatsstreich in Rumänien im August 1944 wurde die kommende militärische Niederlage des Deutschen Reichs im Zweiten Weltkrieg auch in Rumänien sichtbar. Der Frontwechsel des Landes kam für die Volksgruppenführer und die Wehrmachtsangehörigen im Banat völlig überraschend. Pläne zur Evakuierung der Deutschen Volksgruppe aus dem Banat stießen besonders auf den Widerstand der SS-Führung im serbischen Belgrad.
Mit dem Unternehmen Behrends drangen deutsche Einheiten zwar nach Rumänien vor, wobei die SS-Polizei-Division noch die Flucht von etwa 12.000 Banater Schwaben ermöglichte. Als jedoch die Rote Armee Anfang Oktober 1944 schnell nach Westen vorstieß, gelang die Evakuierung der Westbanater Schwaben aufgrund widersprüchlicher Befehle und mangelnder Organisation nur noch zum Teil. Auch wollten viele der Donauschwaben ihr Haus und ihren Hof nicht verlassen.
Aus der Batschka wurde etwa die Hälfte der deutschsprachigen Bevölkerung evakuiert, im rumänischen Banat etwa 30.000, im serbischen Banat gelang dies nur etwa 10 Prozent. Die Schuldfrage ist in der Geschichtsschreibung der Donauschwaben umstritten.

## Geschichte

### Vorgeschichte

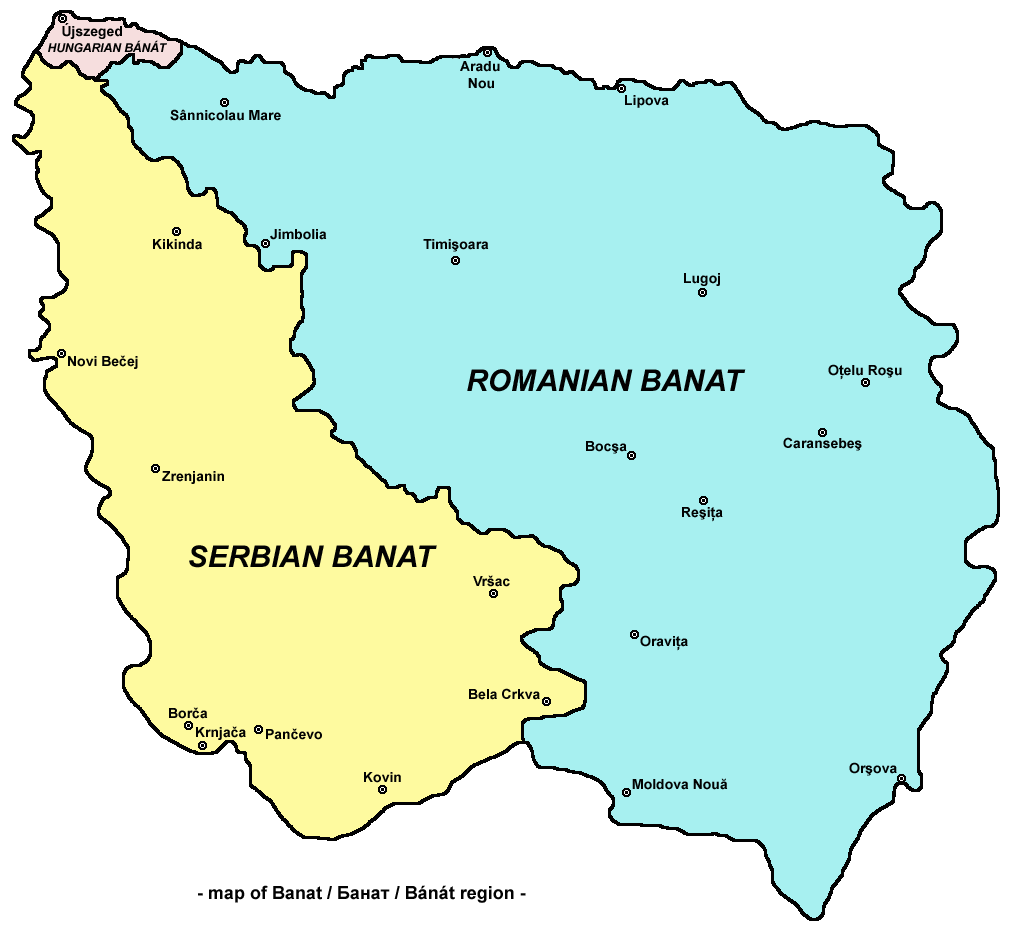
Aufgeteiltes Banat nach dem Vertrag von Trianon 1920, der rumänische Teil liegt im Osten.

#### Situation im rumänischen Banat
Als der Krieg infolge des Rückzugs der deutschen Truppen von der Ostfront auf das Königreich Rumänien übergriff, schloss das Land nach dem Königlichen Staatsstreich in Rumänien am 23. August 1944 mit der Sowjetunion einen Waffenstillstand unter der Bedingung, dass Rumänien auf der Seite der Sowjetunion gegen seinen vormaligen Verbündeten Deutschland den Krieg fortsetzte. Die Lage in Bukarest war jedoch noch nicht entschieden, zeitweilig hatte es den Anschein, als würde es den deutschen Truppen in und um Bukarest unter Generalleutnant Alfred Gerstenberg mit dem Unternehmen Margarethe II gelingen, den Putsch niederzuschlagen. Außerdem wurde mit einer Reaktion der sich im serbischen Banat und in Ungarn befindlichen deutschen bzw. ungarischen Streitkräfte gerechnet. In Vršac (Werschetz) lag ein Teil der 7. SS-Freiwilligen-Gebirgs-Division „Prinz Eugen“, in Detta ein Bataillon der Spezialeinheit „Brandenburg“.
Die deutsche Front brach jedoch bald zusammen und die Rote Armee stand Anfang September im rumänischen Banat. Auch die rumänische Besatzung der Stadt Timișoara (deutsch Temeswar) ging Anfang September auf die sowjetische Seite über. Bereits Ende August kontrollierten rumänische Behörden bereits weite Teile der Region. Von deutschen und ungarischen Truppen wurden vereinzelt Versuche einer Gegenoffensive unternommen, was zu Zerstörungen in vielen Dörfern führte. Stabsführer Andreas Rührig ordnete am 9. September die Evakuierung der im rumänischen Teil des Banats lebenden Schwaben nach Serbien an, jedoch verhinderte die sich rasch verändernde Front die geplante vollständige Evakuierung der deutschsprachigen Bevölkerung, die sich bis zuletzt in ihrer großen Mehrzahl gegen diese Maßnahme gewehrt hatte. Etwa 30.000 kamen dieser Aufforderung nach.

#### Situation im serbischen Banat

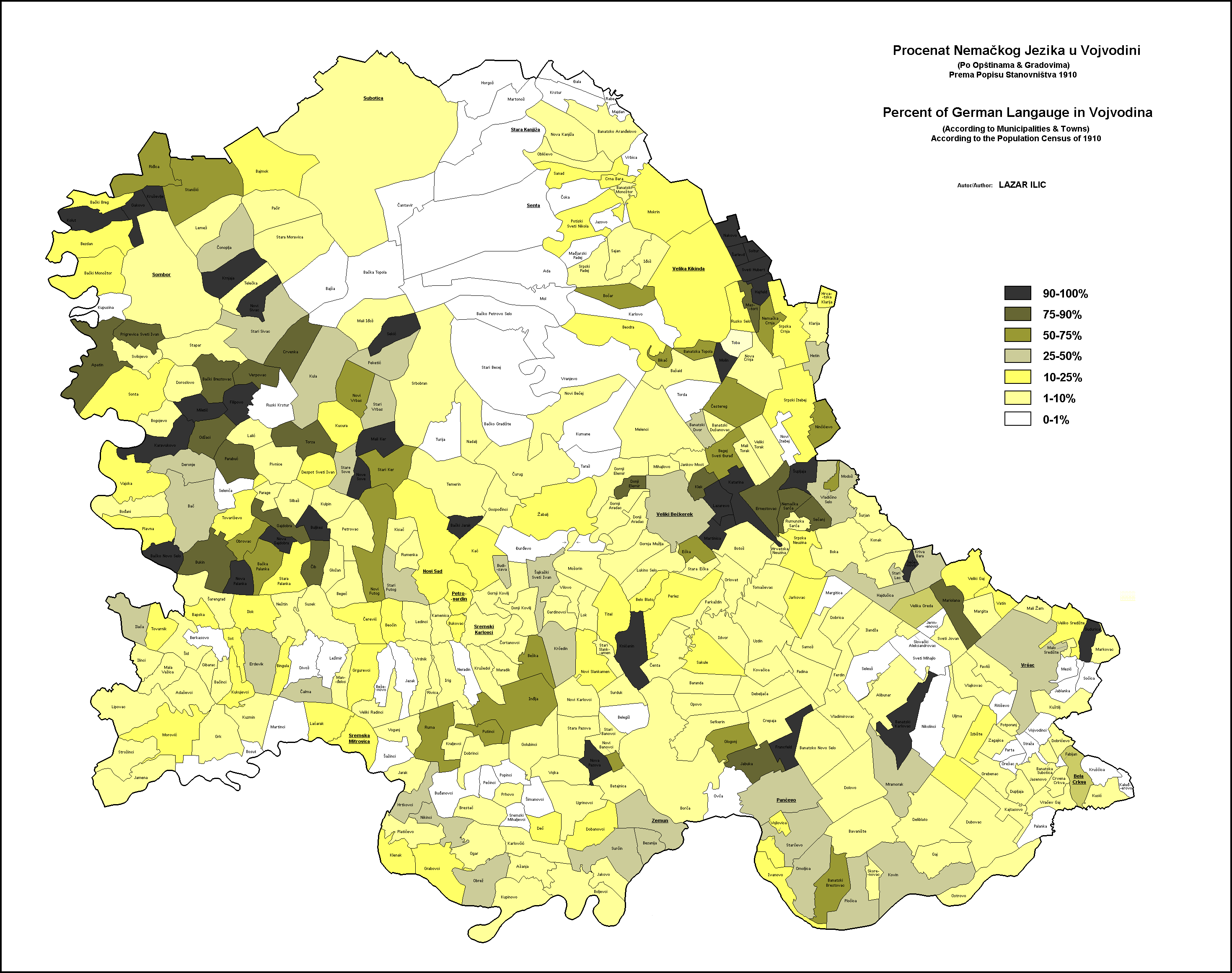
Verteilung der deutschen Minderheit in der Vojvodina, 1910.

Nach der deutschen Besetzung des Königreichs Jugoslawien im Balkanfeldzug (1941) wurde Josef Janko zum „Volksgruppenführer“ der Deutschen Volksgruppe im Banat und Serbien ernannt.
Einige der im Wesentlichen in der Vojvodina, dem serbischen Teil des Banats, lebenden Serbiendeutschen beteiligten sich an Besatzungsaufgaben. Etwa 22.000 dienten teils freiwillig, teils zum Dienst verpflichtet in der 1942 aufgestellten 7. SS-Freiwilligen-Gebirgs-Division „Prinz Eugen“ und nahmen am Partisanenkrieg gegen die Jugoslawische Volksbefreiungsarmee teil, wobei sie für ihre brutalen Repressalien und völkerrechtswidrigen Erschießungen von Zivilisten bekannt wurden.
Ende September 1944 bewegten sich auf den Banater Straßen nur mäßig große Trecks in Richtung Westen. Innerhalb der Westbanater Volksgruppenführung in Zrenjanin (Groß-Betschkerek) gab es in den ersten Septembertagen keine Klarheit über die Lage. Es lag eine Zusicherung vor, dass eine deutsche Panzerarmee im Anmarsch begriffen sei, zudem sprachen verunsicherte Ortsabordnungen vor und suchten Rat oder verlangten verbindliche Anweisungen. Viele Einheimische der deutschen Minderheit hatten wenig Ambitionen ihre angestammte Heimat zu verlassen. Angesichts der nun durch die Vojvodina ziehenden Trecks mit „Volksdeutschen“ aus dem rumänischen Banat machte sich bei vielen Serbiendeutschen eine Stimmung breit, die ein Verbleiben favorisierte. Jedoch lieferten Abstimmungen in den Ortschaften durchaus unterschiedliche Ergebnisse. Sprachen sich in Nakovo (Nakodorf) 90 Prozent und in Zrenjanin noch 80 Prozent der „volksdeutschen“ Befragten für den Verbleib aus, so stimmten in Mokrin lediglich 60 Prozent gegen eine Evakuierung.

### Evakuierungsplan für das serbische Banat

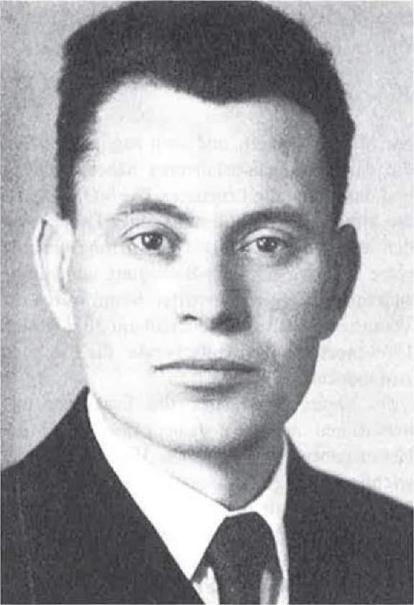
Josef Janko, Volksgruppenführer Banat und Serbien.
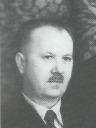
Jakob Awender, Genossenschaftsführer und Ersteller des Evakuierungsplans.

Josef Janko hatte von Jakob Awender einen auf den 2. September 1944 datierten Evakuierungsplan ausarbeiten lassen, der damit zehn Tage nach dem Umschwenken Rumäniens vorlag. Elfried Kirschner wurde von der SS-Division „Prinz Eugen“ abgestellt um die Evakuierung der Kranken und Gebrechlichen zu organisieren. Adam Maurus zeichnete für die Evakuierung der Schüler verantwortlich und arbeitete mit der Kinderlandverschickung zusammen. SS-Sturmbannführer und Leiter des Ergänzungskommando der Waffen-SS Johann Keks war mit der Organisation der Verteidigung mit allen ihm zur Verfügung stehenden Kräften betraut, jedoch gab er diese Aufgabe aus gesundheitlichen Gründen an Karl Heim ab. Dieser beorderte pro Ort jeweils 50 Männer der Deutschen Mannschaft zur Verteidigung ihrer Trecks vor Angriffen der Partisanen. Schwangere Frauen, Frauen mit kleinen Kindern und Ältere sollten zuerst per Bahn evakuiert werden. Der Rest der deutschen Minderheit sollte in organisierten Gruppen folgen.
Im Einklang mit den fünf Kreisen des serbischen Banats sollten fünf Marschgruppen vom jeweils zuständigen Kreisleiter angeführt werden. Diese Gruppen waren in 53 Marschkolonnen unterteilt, die jeweils von einem Dorf angeführt werden sollten, hinzustoßende Ortsgruppen sollten sich den Kolonnen anschließen. Zur Verbesserung der Mobilität wurden die Kolonnen in Zehnergruppen aufgebrochen. Jede der Kolonnen sollte über einen Anführer, Geleitschutz, einen Mediziner, eine Hebamme, einen Jugendwart, einen Frauenwart, sowie einen Wagen mit medizinischen Geräten, Ersatzteilen und Werkzeugen, Archiven, dem Gemeindebuch und Kohlen und Benzin verfügen.
Der Plan gab den Evakuierungsweg mit Entfernung und Marschdauer an, über den die Kolonnen zu den für sie vorgesehenen, über den Fluss Theiß führenden Brücken gelangen konnten. Erste Hauptzielorte bildeten die Ortschaften Novi Bečej (Neu-Betsche), Aradac (Aradatz) und Titel, wo die Theiß überschritten werden sollte, um von dort in die benachbarte Batschka zu gelangen. Bei Titel bestand eine Eisenbahnbrücke, bei Aradac hatte Janko eine Pontonbrücke errichten lassen und bei Novi Bečej wartete eine Fähre. Die nach Belgrad führende Brücke bei Pančevo (Pantschowa) durfte von den Zivilisten nicht benutzt werden, da sie aus strategischen Gründen für die Benutzung durch die Wehrmacht reserviert war. Im Gegensatz zu den permanenten Umsiedlungen Heim ins Reich wie zum Beispiel bei den Bessarabiendeutschen, Bukowinadeutschen, Dobrudschadeutschen oder Galiziendeutschen war bei der von Janko organisierten Evakuierung kein endgültiges Verlassen des Landes geplant, sondern ein Ausweichen aus dem voraussichtlichen Kampfgebiet, um später wieder zurückzukehren.

### „Geheimer Führerbefehl“ und „Besonders Eilige Verfügung“

Geheimer Führerbefehl vom 10. September 1944

Der Höhere SS- und Polizeiführer Hermann Behrends residierte von 1943 und 1944 in Belgrad. Behrends untersagte der Volksgruppenführung des jugoslawischen Banats die Einleitung der Evakuierung. Er berief sich in einem Schreiben an Janko auf einen auf den 10. September 1944 datierten „Geheimen Führerbefehl“:

„Es ist strikter Führerbefehl, dass die Volkgruppe im Banat bleibt. Sie müssen sofort entsprechend auf Ihre Amtswalter einwirken. [...] Ich erwarte von Ihnen größtmögliche Unterstützung bei der Durchschleusung der Deutschen aus Rumänien. Im übrigen ist die Sache als geheime Reichssache zu behandeln, d.h. insbesondere darf es dem Einzelnen gegenüber nicht in Erscheinung treten, dass es sich um einen Führerbefehl handelt. Heil Hitler, Ihr Behrends“

Behrends gab sowohl dem Sicherheitsdienst des Reichsführers SS im Banat als auch der Polizei und dem Grenzschutz den Befehl, jede Evakuierung und jeden Übergang über die Theiß nach Ungarn zu verhindern.
Auf Weisung Adolf Hitlers gab Reichsführer SS Heinrich Himmler am 13. September 1944 eine „Besonders Eilige Verfügung“ heraus, die „Volksdeutschen“ vor der rasch durch Rumänien in Richtung Banat vorstoßenden Roten Armee in Sicherheit zu bringen. Aus dem rumänischen Banat sollten höchstens 30.000, aus dem serbischen Banat höchstens 80.000 Deutsche evakuiert werden. Als der Kommandeur des V. SS-Freiwilligen-Gebirgskorps, SS-Obergruppenführer Artur Phleps, im rumänischen Banat wesentlich mehr Personen evakuierte als von Himmler erlaubt, befahl dieser die Einstellung der Räumung und erließ für das serbische Banat ein strenges Evakuierungsverbot. Jankos Gesuch an den Militärbefehlshaber in Serbien die 7. SS-Freiwilligen-Gebirgs-Division „Prinz Eugen“ aus der Gegend um den Fluss Timok in das Banat zu verlegen wurde abgewiesen, da die Division aus militärischen Gründen in den Raum der Stadt Niš verlegt wurde. Die allgemeine Evakuierung aber wurde auf Betreiben Behrends und seines Stellvertreters, SS-Brigadeführer Richard Fiedler, immer wieder hinausgezögert, gegen deren Befehle sich Janko nicht durchsetzen konnte.

### „Unternehmen Behrends“ und „Evakuierungskommando Fiedler“

Hermann Behrends, Höherer SS- und Polizeiführer.
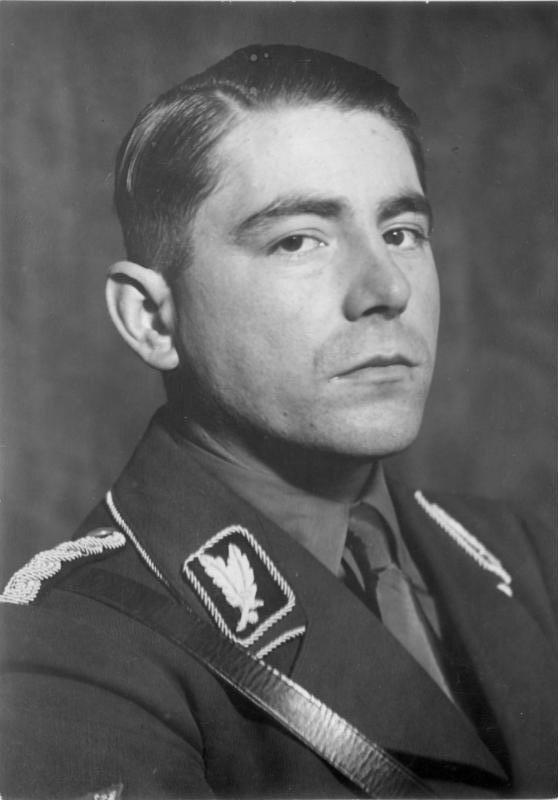
Richard Fiedler, SS-Brigadeführer.

Gegen den Widerstand im Stab des deutschen Militärbefehlshabers Südost setzte Behrends durch, zur Aufklärung in das rumänische Banat einzudringen. Er hatte den ehrgeizigen Plan, als Rückeroberer von Timișoara in die Geschichte einzugehen. Die Literatur beschreibt den Plan als „völlig aussichtlos“.
Das vom 11. bis 30. September 1944 dauernde Unternehmen Behrends hatte die schwach ausgerüstete 4. SS-Polizei-Panzergrenadier-Division zur Verfügung, die Behrends von Vršac aus auf Timișoara vorrücken ließ mit dem Auftrag, aufzuklären, wieweit das rumänische Banat von den Sowjets besetzt sei. Dann bildete er eine „Kampfgruppe Behrends“ hauptsächlich bestehend aus Waffen-SS-Urlaubern und Männer der Banater Verfügungstruppe aus der Deutschen Mannschaft – gegen den Protest Jankos. Diese „Verfügungstruppe Michel Reiser“ bestand aus 10 Kompanien zu je 120 – 150 Mann aus Teilen der städtischen „Deutschen Mannschaft“, aus älteren Schülern und dem Arbeitsdienstjahrgang. Janko hatte diese Schutztruppe aufstellen lassen, damit sie hinter der Front die abziehende Bevölkerung vor den Partisanenangriffen schütze. Die Kampfgruppe startete am 13. September von Srpska Crnja (Deutsch-Zerne) im Nordbanat ihren Zug auf Timișoara. Sie gelangte am 20. September bis in die Vorstädte von Timișoara. Darauf meldete Behrends an Himmler, Timișoara sei erobert und wurde daraufhin sofort mit dem das Ritterkreuz des Eisernen Kreuzes ausgezeichnet. Die Kampfgruppe wurde aber unter Verlusten von den rumänischen und sowjetischen Truppen aus der Stadt gedrängt und zog sich ins jugoslawische Banat zurück.
Die SS-Polizeidivision, die von Vršac aus vorrückte, stieß etwa 30 bis 40 km vor Timișoara auf starken Widerstand und musste sich unter starkem Nachdrängen der überlegenen Rumänen wieder Richtung Vršac zurückziehen. Ihr Befehlshaber Jürgens schrieb am 2. Oktober 1944 an Himmler, die Division habe aus eigenem Entschluss aus sieben deutschen Gemeinden Denta, Deta (Detta), Liebling, Voiteg (Woiteg), Biled (Billed), Șag (Schag) und Cărpiniș (Gertianosch) rund 12.000 Schwaben evakuiert. Diese hätten sich beklagt, dass sich nach dem Abfall Rumäniens niemand von der Volksgruppenführung um sie gekümmert hätte. Hans Ewald Frauenhoffer, Gebietsführer des rumänischen Banats, erklärte das in seinem Bericht damit, dass kurz nach der Kapitulation Rumäniens die Amtswalter der Volksgruppenführung um Andreas Schmidt verhaftet worden seien. Frauenhoffer selbst habe sich versteckt; die neue und provisorische Volksgruppenführung in Jimbolia (Hatzfeld), die – wie er – versuchte habe ihr Bestes zu tun, hätte aber nur wenig Erfolg gehabt. Biled wurde am 22. September eingenommen, Cărpiniș am 26.
Mit den zurückgehenden Soldaten des „Unternehmens Behrends“ begannen Trecks mit Banater Schwaben aus dem rumänischen Banat aufzutauchen. Nun dachte Janko daran, die eigenen Leute zwischen die Wagen einzuschleusen und mitfahren zu lassen. Als Behrends von diesen Plänen erfuhr, setzte er das „Evakuierungskommando Fiedler“ – benannt nach Brigadeführer Fiedler – ein, das den strengen Befehl hatte zu verhindern, dass sich unter die Trecks aus Rumänien serbische Banater mischten.
Bis zum Scheitern des „Unternehmens Behrends“ um den 20. September ging so für eine vollständige Evakuierung entscheidende Zeit verloren. Noch am 28. September gab Behrends auf Anfrage telefonisch durch:

„Jeder, der es wagt, gegen mein ausdrückliches Verbot eine Evakuierung einzuleiten oder zu begünstigen, wird von mir vor das Kriegsgericht gestellt und muss mit der Todesstrafe rechnen.“

### Folgen

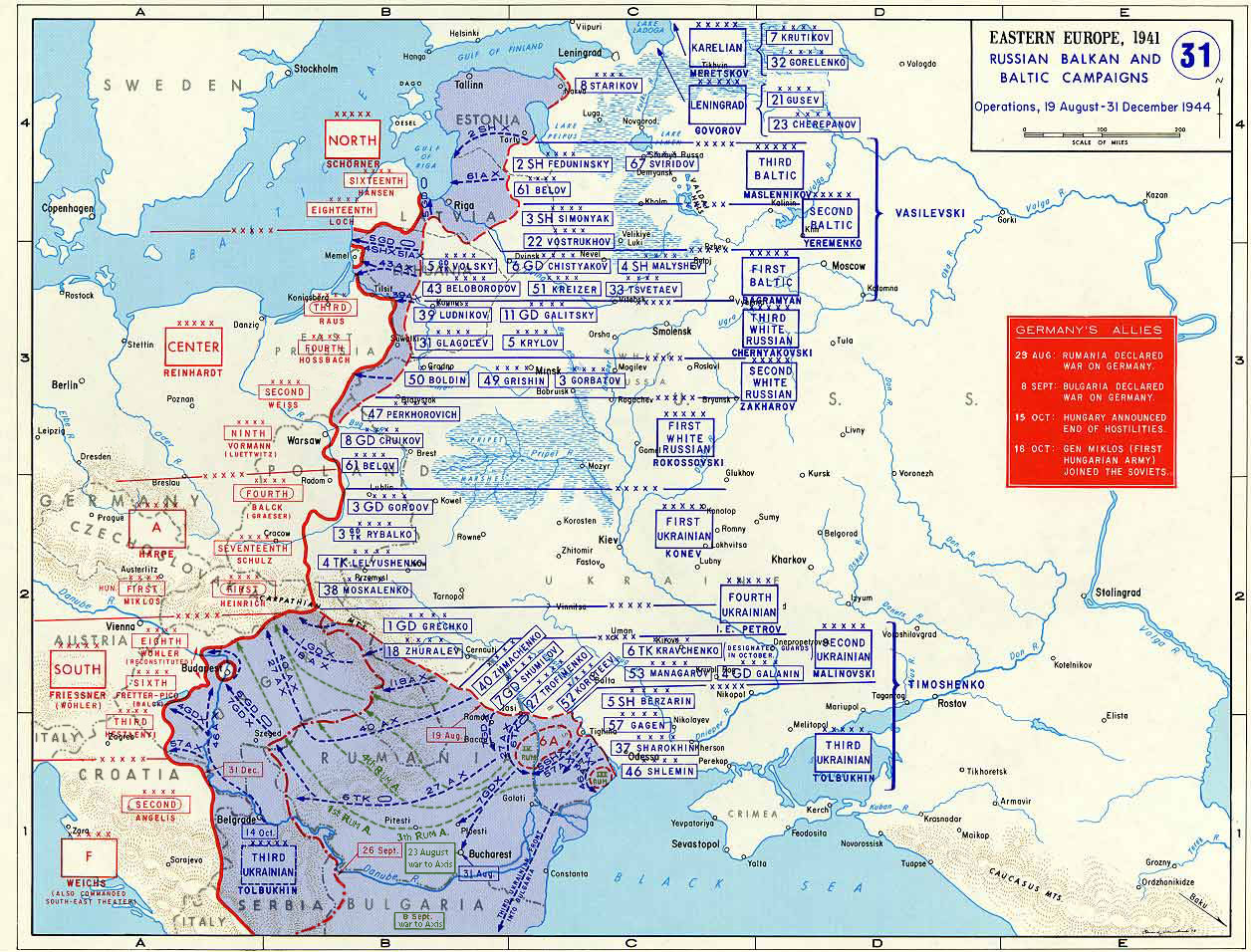
Vormarsch der Roten Armee zwischen dem 19. August und dem 31. Dezember 1944

Das „Unternehmen Behrends“ war gescheitert, allerdings mobilisierte es die russischen Kräfte der Südwestfront, die in Wartestellung für einen Großangriff auf Belgrad standen. Die 2. und 3. Ukrainische Front unter den Sowjetmarschällen Rodion Jakowlewitsch Malinowski und Fjodor Iwanowitsch Tolbuchin gruppierten ihre Truppen gerade um. Provoziert vom „Unternehmen Behrends“ brachen die Sowjettruppen am 30. September bei Jaša Tomić (Modosch) und Krajišnik (Stefansfeld) in das serbische Banat ein und erreichten bereits am 1. Oktober Zrenjanin. Erst als die Rote Armee nördlich an Zrenjanin vorbei zur Theiß vorstieß genehmigte Behrends am Abend des gleichen Tages (17.00 Uhr) die allgemeine Evakuierung des Banats. In dieser Lage konnte jedoch der vorab sorgsam ausgearbeitete Evakuierungsplan nicht mehr umgesetzt werden.
Für eine Reihe von überwiegend deutschsprachigen Ortschaften hätte noch die Möglichkeit bestanden, einen sofortigen Aufbruch zur Flucht zu unternehmen, doch fehlte dazu die nötige Entschlossenheit. Zudem wurde die Evakuierung stark von schwerem Regen behindert, der über einige Tage andauerte. Wer aber aus Zrenjanin flüchten wollte, konnte sich mit den militärischen Einheiten über die östlich Aradac (Aradatz) liegende und verteidigte Brücke über die Theiß in die Batschka absetzen, so auch Janko. Die regional unterschiedlichen Verteidigungskämpfe auf dem Westbanater Gebiet, die hauptsächlich von der Banater Verfügungstruppe getragen wurden, dauerten noch einige Tage an, bis schließlich um den 6. Oktober 1944 das gesamte Banat von Partisanen und Sowjettruppen besetzt war, ohne dass größere Teile der Banater Deutschen evakuiert worden wären. Am 8. Oktober telegrafierte Behrends an Himmler, dass keine weiteren Trecks aus dem Banat mehr möglich seien. Von den letzten Trecks aus der Gegend um Belgrad konnten „noch die Menschen gerettet“ werden, während Wagen und Gerät zurückbleiben mussten.
Nach den „Geheimen Monatsberichten der Volksdeutschen Mittelstelle“ für Oktober und November 1944 erreichten nur etwa 15.000 „Volksdeutsche“ aus der Vojvodina und Serbien das Territorium des Deutschen Reichs; 160.000 von ihnen blieben nach dem russischen Einmarsch in der Vojvodina.
Am 21. November entzog der Antifaschistische Rat der Volksbefreiung Jugoslawiens (AVNOJ) der deutschen Minderheit die bürgerlichen Rechte und konfiszierte ihr Eigentum. Von den Jugoslawiendeutschen, die nicht mehr flüchten konnten oder sich zum Bleiben entschlossen hatten, wurden bis Sommer 1945 ca. 90 Prozent interniert und erlebten eine Zeit schwerer Zwangsarbeit, Vergewaltigung, Folter und willkürlicher Exekutionen. Im Oktober 1945 begann Jugoslawien die „Volksdeutschen“ auszuweisen, doch nahmen die Besatzungsbehörden in Österreich und Deutschland zu dieser Zeit nur wenige Transporte an, so dass die restlichen Deutschen erst ab 1951 abgeschoben werden konnten.
Aus dem rumänischen Banat wurde im Januar 1945 mit circa 33.000 Betroffenen ein Großteil der deutschsprachigen Bevölkerung im arbeitsfähigen Alter von 17 bis 45 Jahren für meist fünf Jahre zur Zwangsarbeit in die Sowjetunion verschleppt. Der Beschluss zur Enteignung der deutschen Landwirte durch die Agrarreform im März 1945 wurde von allen damals aktiven politischen Parteien mitgetragen. Betroffen waren alle Angehörigen der Deutschen Volksgruppe in Rumänien, ausschließlich derer, die in der Rumänischen Armee dienten. 75 Prozent der rumäniendeutschen Bevölkerung lebte in ländlichen Gebieten, davon wurden rund 95 Prozent enteignet. Die im Land verbliebenen – wie auch die geflüchteten – Rumäniendeutschen verloren ihre staatsbürgerlichen Rechte, erhielten diese allerdings 1948 zurück. 1951 wurden im Zuge der Deportation in die Bărăgan-Steppe mehrere tausend Banater Familien in den Südosten Rumäniens verbracht und gezwungen dort neue Dörfer zu errichten. Die Mehrheit durfte 1955 zurückkehren.

## Rezeption
Die Frage, wer an der missglückten Evakuierung die Schuld trägt, ist in der Literatur umstritten.
Zoran Janjetović meinte, dass es sicherlich das Zusammenspiel mehrerer Faktoren war, das die Ausführung des Evakuierungsplan verhindert habe, so rückten die Sowjets unerwartet schnell vor; Hitler verzögerte aus politischen oder ideologischen Gründen seine Zustimmung; die Wehrmacht opponierte aus Sorge vor mit Flüchtenden verstopften Nachschubwegen; der für „volksdeutsche“ Fragen zuständige Himmler akzeptierte die hohe Zahl der in das „Reich“ ziehenden Flüchtenden nicht; Polizeichef Behrends hoffte auf Ruhm und Ehre für die Rückeroberung Timișoaras; in der ansässigen Bevölkerung bestand eine weitreichende Ablehnung Haus und Hof zu verlassen, selbst als temporäre Maßnahme (so hieß es zumindest in der Propaganda), und das deutsche Auswärtige Amt wollte die einzigen verbleibenden Verbündeten der Region – die Ungarn und Kroaten – nicht durch Evakuierungen verunsichern.
Josef Janko berichtete von einem Treffen in der Zeit vom 7. bis 9. Oktober 1944 zwischen dem „Volksgruppenführers“ der Ungarndeutschen, Franz Anton Basch, Janko und SS-Obergruppenführer Werner Lorenz, Leiter der „Volksdeutschen Mittelstelle“ am Sitz der „Batschkaer Gebietsführung“ des Volksbundes der Deutschen in Ungarn (VDU) in Sombor. Hier teilte Lorenz Janko mit, dass Behrends den Führerbefehl gefälscht habe und dass der eigentliche Führerbefehl auf Erlaubnis zur Evakuierung des Banates gelautet habe. Janko habe Basch darauf dringend angeraten „auf niemanden mehr zu hören“, auch nicht auf anwesende SS-Offiziere der Volksdeutschen Mittelstelle, sondern sofort den Auftrag zur Evakuierung durchzugeben, damit es den „Batschkaer Schwaben nicht so ergehe wie den Banatern.“ Basch gab bald danach dem Gebietsführer des Volksbundes der Batschka, Sepp Spreitzer, telefonisch die Anweisung zur Evakuierung, die dann am 9. Oktober 1944, in vereinzelten Orten aber auch schon früher stattfand. Etwa 70.500 Batschkaer Schwaben konnten so militärischem Operationsgebiet ausweichen, bevor die sowjetischen Kräfte und die Partisanen um den 4. Oktober 1944 die Theiß überschritten. Janko meinte, dass Himmler für das Evakuierungsverbot verantwortlich sei.
Der ehemalige Stabschef und Stellvertreter Jankos, Josef Beer, merkte an, dass es sich bis Kriegsende nicht mehr eindeutig klären ließ, ob Behrends tatsächlich eine Weisung von Hitler erhalten oder nur seine Vollmachten ausgeschöpft habe. Beer vertrat die Ansicht, dass Behrends die Verantwortung für das Evakuierungsverbot trage.
Der vormalige NS-Amtswalter Johann Wüscht erklärte, dass Behrends zwar den Ehrgeiz gehabt habe, als Eroberer von Timișoara berühmt zu werden, letztendlich macht Wüscht aber Hitler für das Evakuierungsverbot verantwortlich.
Die Dokumentation der Vertreibung führt aus: „Das Durcheinander der Befehle, die unklare Kompetenzverteilung und bis zu einem gewissen Grade das Versagen der zur Organisation herangezogenen Vertreter der ‚Volksdeutschen Mittelstelle‘ machten eine systematische Evakuierung in vielen Dörfern unmöglich.“